# Alexander Briedl
Alexander Briedl (* 21. April 2002 in Salzburg) ist ein österreichischer Fußballspieler.

## Karriere
Briedl begann seine Karriere beim FC Red Bull Salzburg. Bei den Salzburgern durchlief er ab der Saison 2016/17 auch sämtliche Altersstufen in der Akademie. Zur Saison 2020/21 rückte er formell in den Kader des Farmteams FC Liefering auf, von dem aus er allerdings als Kooperationsspieler an den Regionalligisten USK Anif verliehen wurde. Für Anif kam er zu zwölf Einsätzen in der dritthöchsten Spielklasse.
Im Jänner 2021 wurde die Kooperation vorzeitig beendet und Briedl wechselte zum Zweitligisten SV Horn, bei dem er einen bis Juni 2022 laufenden Vertrag erhielt. Sein Debüt in der 2. Liga gab er im März 2021, als er im Nachtrag des 14. Spieltags gegen den SK Austria Klagenfurt in der 88. Minute für Michael Cheukoua eingewechselt wurde. In eineinhalb Jahren im Waldviertel kam er zu 33 Zweitligaeinsätzen.
Seinen Vertrag in Horn verlängerte Briedl nicht und so verließ er den Verein nach der Saison 2021/22 und wechselte innerhalb der Liga zum FC Blau-Weiß Linz, bei dem er bis Juni 2024 unterschrieb. Für die Linzer kam er zu 19 Zweitligaeinsätzen, ehe er mit dem Klub 2023 in die Bundesliga aufstieg. Zur Saison 2023/24 wurde er dann auf Kooperationsbasis an den Regionalligisten SV Wallern verliehen.